# Bundesautobahn 23
Bundesautobahn 23 (em português: Auto-estrada Federal 23) ou A 23, é uma auto-estrada na Alemanha.
A Bundesautobahn 23 tem 87 km de comprimento.

## Estados
Estados percorridos por esta auto-estrada:
- Schleswig-Holstein